# Ambrose W. Clark

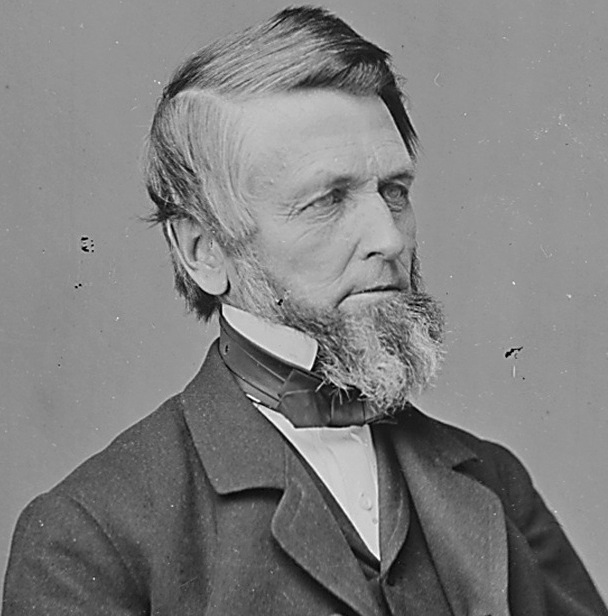
Ambrose W. Clark

Ambrose Williams Clark (* 19. Februar 1810 bei Cooperstown, New York; † 13. Oktober 1887 in Watertown, New York) war ein US-amerikanischer Verleger, Jurist und Politiker. Zwischen 1861 und 1865 vertrat er den Bundesstaat New York im US-Repräsentantenhaus.

## Werdegang
Ambrose Williams Clark wurde ungefähr zwei Jahre vor dem Ausbruch des Britisch-Amerikanischen Krieges im Otsego County geboren. Er besuchte öffentliche Schulen. Clark war als Verleger tätig. Er gab zwischen 1831 und 1836 den Otsego Journal heraus, zwischen 1836 und 1844 den Northern Journal im Lewis County und zwischen 1844 und 1860 den Northern New York Journal in Watertown. Ferner war er fünf Jahre lang als Vormundschafts- und Nachlassrichter (surrogate) tätig. Politisch gehörte er der Republikanischen Partei an.
Bei den Kongresswahlen des Jahres 1860 für den 37. Kongress wurde Clark im 20. Wahlbezirk von New York in das US-Repräsentantenhaus in Washington, D.C. gewählt, wo er am 4. März 1861 die Nachfolge von Roscoe Conkling antrat. Er wurde einmal wiedergewählt und schied dann nach dem 3. März 1865 aus dem Kongress aus. Während seiner beiden Amtszeiten herrschte der Bürgerkrieg in den Vereinigten Staaten.
Präsident Abraham Lincoln ernannte ihn 1865 zum Konsul in Valparaíso – eine Stellung, die er bis 1869 innehatte. Während der Abwesenheit des Botschafters 1869 in Chile fungierte er dort als Chargé d’Affaires. Er verstarb am 13. Oktober 1887 in Watertown und wurde dann auf dem Brookside Cemetery beigesetzt.